# Observatoire de Reedy Creek
L'observatoire de Reedy Creek est le lieu où l'astronome australien John Broughton effectue ses observations d'objets géocroiseurs.
L'Union astronomique internationale (UAI) identifie l'observatoire de Reedy Creek sous le nom de code 428.
L'observatoire est situé à Reedy Creek (en) une banlieue de la ville de Gold Coast dans le Queensland. 